# Gerardo del Villar
Gerardo del Villar Cervantes (26 de enero de 1972, Ciudad de México) es un fotógrafo, documentalista y conferencista mexicano especializado en fauna marina, particularmente tiburones. 
Su trabajo se ha enfocado en la documentación visual de especies marinas y en actividades de divulgación sobre su conservación.

## Primeros años
Aunque nació en la Ciudad de México, creció en Tulancingo, Hidalgo, en la región de Huapalcalco. Desde temprana edad mostró afinidad por la vida silvestre. Su curiosidad por el buceo surgió desde la infancia, al ver una fotografía de sus padres practicando esta actividad.

## Carrera
Del Villar ha trabajado durante más de dos décadas documentando especies como tiburones, cocodrilos, orcas y osos polares. Su enfoque ha sido sensibilizar sobre la importancia ecológica de estas especies y combatir percepciones negativas, particularmente hacia los tiburones.
Una de sus propuestas más destacadas es Proyecto Tiburón, en el que interactuó con diez de las especies consideradas más peligrosas para los humanos. Este trabajo fue reconocido por Discovery Channel y la revista Quo, recibiendo el reconocimiento en la categoría Imagen dentro del certamen "Mentes Quo".
Es autor del documental "Tiburones de México", grabado en diversas costas del país. El material ha sido exhibido en espacios como la Cineteca Nacional, la Reja de Chapultepec y festivales internacionales como el Blue Ocean Film.
En 2016, Del Villar participó como presentador y productor en series documentales transmitidas en televisión nacional, entre ellas “Tiburones y Cazando la fotografía”. Ha desarrollado proyectos fotográficos enfocados en la conservación marina y colaborado en exposiciones con fines de apoyo a fundaciones y organizaciones no gubernamentales.
En 2020, fue invitado por el equipo de Los Protagonistas para presentar la serie “Exploración a Fondo”,  a través de la cual realizó un comparativo entre las especies de animales más dominantes del planeta y los más grandes atletas de todos los tiempos.
Ha desarrollado proyectos fotográficos relacionados con la conservación marina y ha participado en exposiciones en colaboración con organizaciones no gubernamentales. Su portafolio A Shadow in the Sea fue publicado en la revista Accent de Aeroméxico y fue finalista en la categoría “Revista del año” de The Society of Publication Designers.